# Rahvaunia
Rahvaunia (* 24. April 1971 in Flint, Michigan, als Rahvaunia LaNese Johnson) ist eine US-amerikanische Film-, Fernseh- und Theaterschauspielerin.

## Leben
Rahvaunia wurde 1971 als ältestes von drei Geschwistern in Flint, Michigan, geboren. 1995 zog sie nach Los Angeles, wo sie Modedesignerin wurde und ihre Karriere als Schauspielerin startete. Sie studierte dafür unter anderem an der Meisner/Carville School of Acting, am Australian Institute of Dramatic Arts und am The Network Studio.
In der Dokudramaserie Infamous, die Kriminalfälle mit Prominenten nachstellt, spielte sie 2003 die Halle Berry, die sie im selben Jahr auch in Fred Dursts Musikvideo Behind Blue Eyes als Body-Double bzw. Stand-in verkörperte. Es folgten einige Auftritte in Filmen, wie etwa in den beiden Dramen Sunday School (2008) von Marcello Thedford und School of Hard Knocks (2013) von Ernest „Tron“ Anderson sowie etliche Kurzfilmauftritte. Im Jahr 2013 übernahm sie die titelgebende Rolle der Morgan Timbleweed in der Comedy-Serie Morgan. Von 2018 bis 2019 war sie als Theresa Wood in der Anwaltsserie For the People zu sehen. Zu den weiteren Fernsehserien, in denen sie spielte, zählen Criminal Minds (2009), Next Up (2014), Mistresses (2014) und Sexless (2017).
Als Bühnenschauspielerin war sie in den Stücken After the Party und Women in Manhattan im Meisner Center for the Arts, P.I.M.P. (Positive Individuals Making Progress) im Tiffany Theatre, 12 Black Women in the Same Black Dress im The Actors Group Theatre, Voices in Darkness im Creative Grounds Theatre, The Girls Of Summer im Whitmore-Lindley Theatre, der One-Woman-Show tHis Is Very IMPORTANT im Zephyre Theatre, HomewardLA 2019 im ArcSpaceLA und Billie this Ain’t No Billie Jean King Story im Barnsdall & Matrix Theatre zu sehen.

## Filmografie
- 1999: Port Charles (Fernsehserie, eine Folge)
- 2003: Pray Another Day (Kurzfilm)
- 2003: Infamous (Fernsehserie, eine Folge)
- 2007: Justice Accomplished (Kurzfilm)
- 2008: Sunday School
- 2009: Star Trek
- 2009: The Greatest Song
- 2009: Criminal Minds (Fernsehserie, eine Folge)
- 2010: Strip (Kurzfilm)
- 2011: Life of Lemon
- 2012: Vagabond Vengeance (Kurzfilm)
- 2012: Birth Mother (Kurzfilm)
- 2013: A Heart’s Journey (Kurzfilm)
- 2013: School of Hard Knocks
- 2013: No Rainbow (Kurzfilm)
- 2013: Directing Her (Fernsehfilm)
- 2013: Hearts and Minds (Kurzfilm)
- 2013: Morgan (Fernsehserie, 4 Folgen)
- 2014: Next Up (Fernsehserie, 2 Folgen)
- 2014: Mistresses (Fernsehserie, eine Folge)
- 2014: I’m Just Say’n (Kurzvideo)
- 2014: Five (Kurzfilm)
- 2016: Penumbra
- 2017: I See You (Kurzfilm)
- 2017: Sexless (Fernsehserie, 2 Folgen)
- 2017: Speed Date (Kurzfilm)
- 2017: Blood.E.mary (Kurzfilm)
- 2018–2019: For the People (Fernsehserie, 12 Folgen)
- 2020: Yearning for Santorini (Kurzfilm)